# Jordi Domènech (historietista)
Jordi o Jorge Domènech es un dibujante de historietas francés de origen español. Su seudónimo más conocido fue Jor.Dom, aunque también usó otras firmas como un simple fósforo encendido.

## Biografía
Jordi Domènech inició su carrera profesional en revistas de Cliper como "Nicolás" y "Lupita". En 1957 emigró a Francia.

## Obra
| Años | Título            | Tipo  | Publicación |
| ---- | ----------------- | ----- | ----------- |
| 1950 | La Panda          | Serie | Nicolás     |
| 1951 | Don Fresco        | Serie | Trampolín   |
| 1951 | Adán y Evaristita | Serie | Nicolás     |
| 1951 | Polita y Diana    | Serie | Lupita      |
| 1952 | Nerón y César     | Serie | Nicolás     |
| 1957 | La Pandilla       | Serie | 3 amigos    |